# Пантекс
35°18′42″ пн. ш. 101°33′36″ зх. д. / 35.3116° пн. ш. 101.56° зх. д.

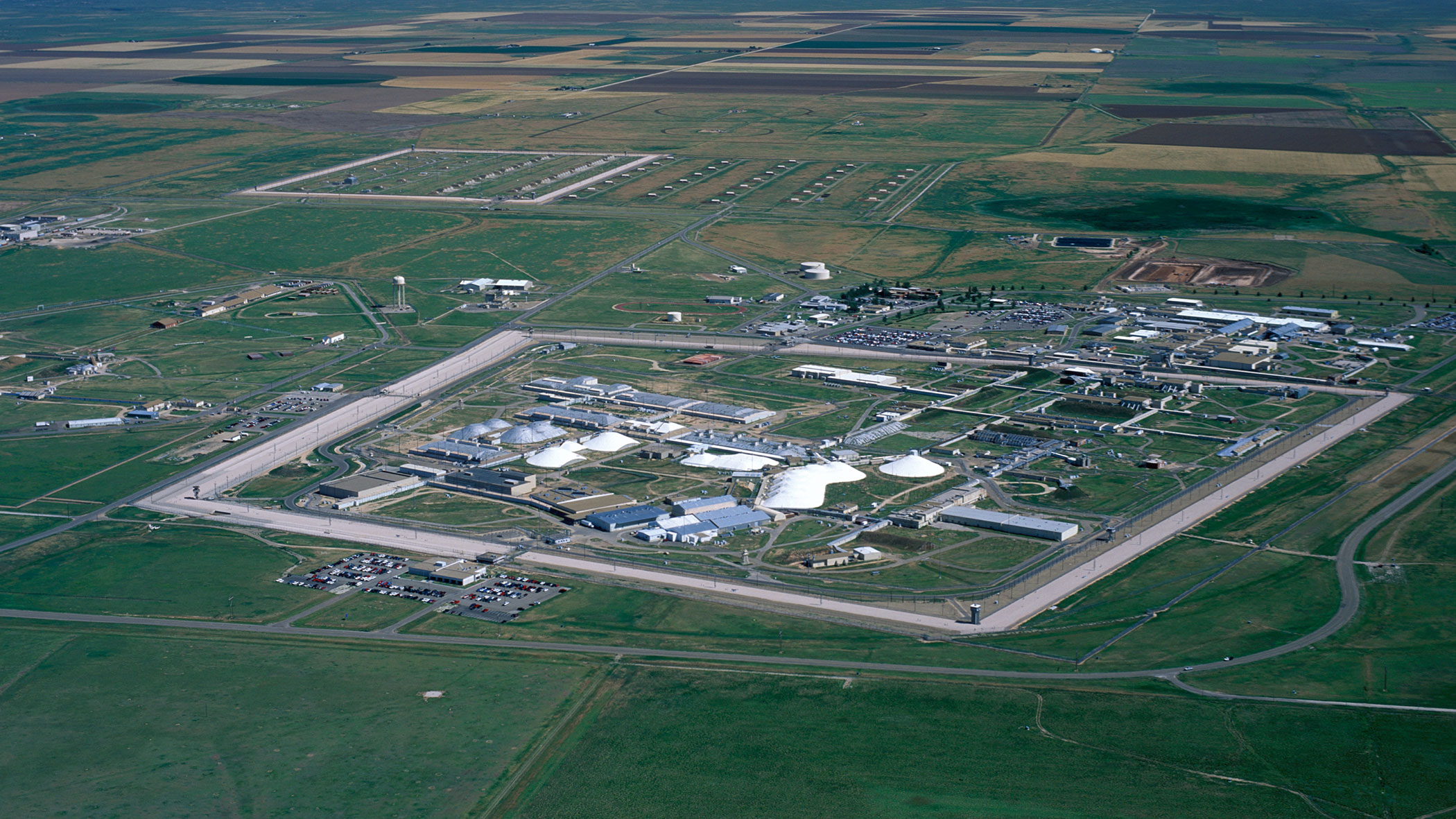
Завод Пантекс

Пантекс (англ. Pantex) — є основним підприємством Сполучених Штатів із збирання та розбирання ядерної зброї, яке має на меті підтримувати безпеку та надійність запасів ядерної зброї США. Об’єкт розташований у Техасі, на площі 65 000 км2 на північний схід від Амарілло, в окрузі Карсон, штат Техас. Станція управляється та експлуатується Міністерством енергетики США (DOE) Consolidated Nuclear Security та Sandia. Consolidated Nuclear Security, LLC (CNS) складається з компаній-членів Bechtel National, Inc., Leidos, Inc., Orbital ATK, Inc, і SOC LLC, а Booz Allen Hamilton, Inc. є субпідрядником. CNS також керує комплексом національної безпеки Y-12.
Будучи основним об’єктом національної безпеки, завод і його територія суворо контролюються, а повітряний простір над заводом і навколо нього заборонено для цивільного повітряного руху FAA як заборонена зона P-47.

## Історія

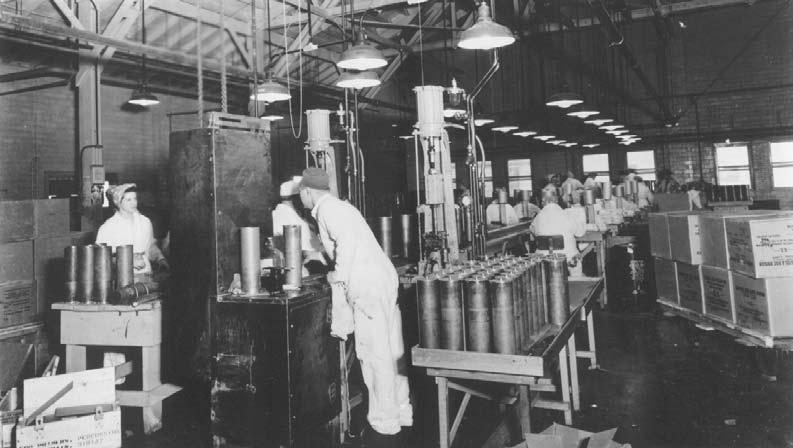
Звичайна зброя збирається на Pantex у 1944 році

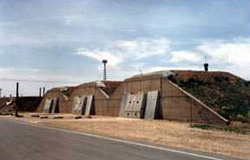
Бункери Pantex використовуються для тимчасового розміщення ядерної зброї.

Завод Pantex спочатку був побудований як завод звичайних бомб для ВПС США на початку Другої світової війни. Завод Pantex Ordnance Plant був зареєстрований 24 лютого 1942 року. Будівництво було завершено 15 листопада 1942 року, і робітники з усіх куточків США стікалися до Амарилло на роботу.
Після закінчення війни Pantex був раптово деактивований і залишався вакантним до 1949 року, коли Техаський технологічний коледж у Лаббоку (нині Техаський технічний університет) придбав це місце за 1 долар. Техаський університет використовував землю для експериментальних операцій з годівлі худоби.
У 1951 році на прохання Комісії з атомної енергії (нині Національне управління ядерної безпеки (NNSA)) армія застосувала пункт про повернення в контракті про продаж і повернула головний завод і 10 000 акрів (40 км2) навколишньої землі для використання як об’єкта з виробництва ядерної зброї. Комісія з атомної енергії відремонтувала та розширила станцію вартістю 25 мільйонів доларів. Решта 24 км2 початкової ділянки були орендовані у Техаського університету у 1989 році.
Pantex управлявся Procter & Gamble з 1951 по 1956 рік, Mason & Hanger з 1956 по 2001 рік і Babcock & Wilcox з 2001 по 2014 рік.
У 2010 році на заводі працювало близько 3600 людей, а бюджет заводу становив 600 мільйонів доларів.

## Екологічні проблеми

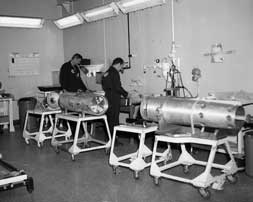
Техніки виконують остаточне складання ядерної боєголовки, приблизно 1985 рік

- У 1998 році Агентство з реєстру токсичних речовин і захворювань задокументувало статистично значущу частоту збільшення рівня раку та низької ваги при народженні в деяких округах, що оточують Pantex, але в округах, найближчих до заводу (Армстронг і Карсон), не було значного зростання ризику захворювання раком. Агентство дійшло висновку, що завод навряд чи пов’язаний з цими відкриттями[4]. Попереднє дослідження NIOSH, оновлене в 1995 році, показало підвищений ризик раку серед працівників Pantex[7].
- У 1994 році завод був занесений до списку сайтів Суперфонду. Агентство з охорони навколишнього середовища США визначило, що забруднення підземних вод не контролюється. Будівництво з очищення було завершено в 2010 році, і EPA наразі перераховує занепокоєння на місці як "під контролем"[8][9].